# Åsvær

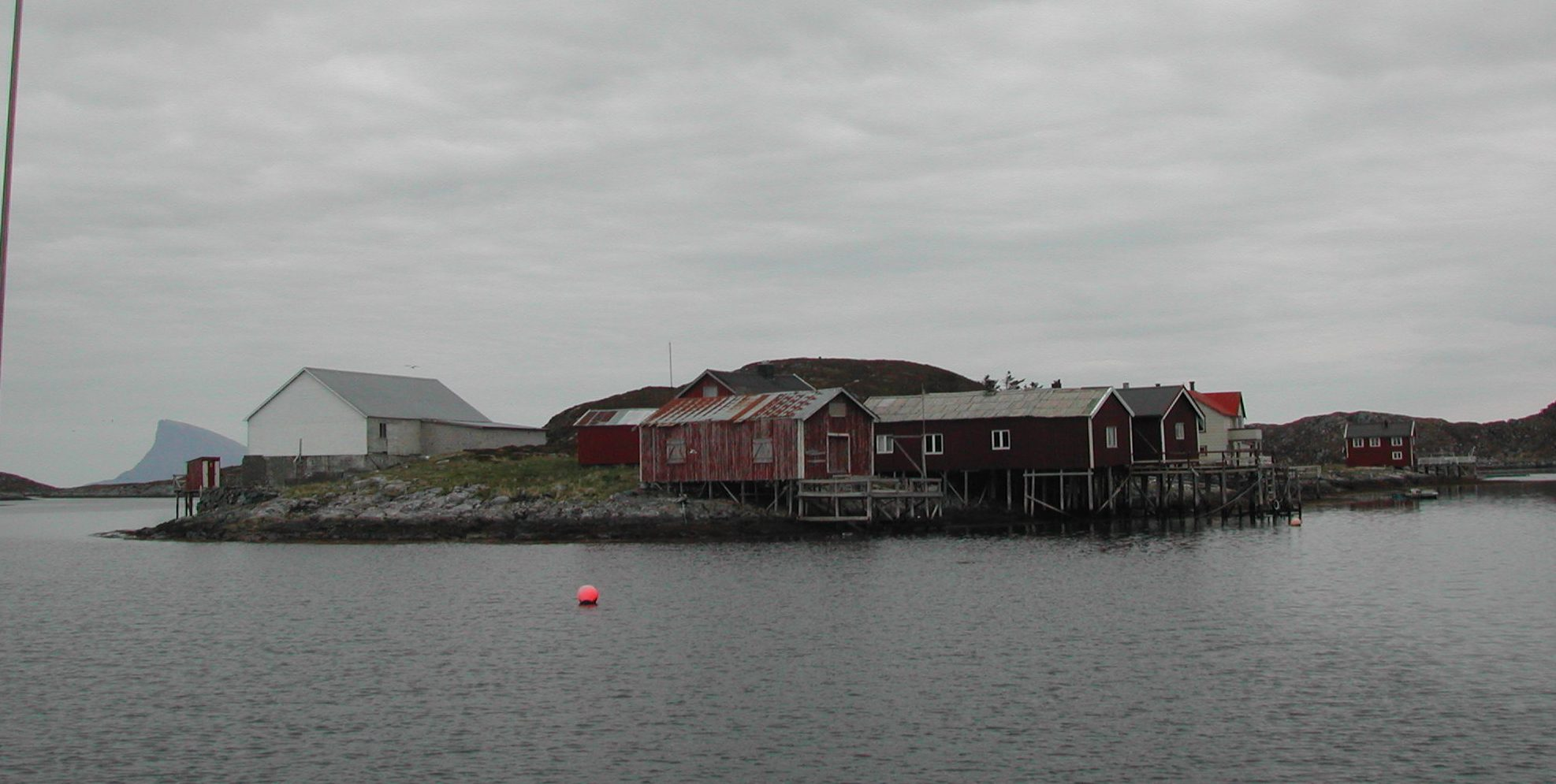
Åsvær

Åsvær ist eine kleine Inselgruppe in etwa 15 bis 20 km Entfernung von der Küste Nordnorwegens. Sie zählt zur Kommune Dønna in Helgeland in der Provinz Nordland.
Ende des 19. Jahrhunderts wurde die Inselgruppe als einer der ertragreichsten Fischplätze Europas bedeutend, wo jährlich im Dezember in zwei bis drei Wochen von etwa 10.000 Fischern über 200.000 Tonnen Heringe (sogenannte „nordlandische Großheringe“) gefangen wurden. Die übrige Zeit des Jahrs waren die Inseln nur von wenigen Familien bewohnt. Mittlerweile ist Åsvær ganzjährig unbewohnt.
Von besonderer Bedeutung ist die 1876 errichtete Leuchtfeuerstation Åsvær. Die heutige Feuerstation besteht aus einem konisch geformten gusseisernen Turm, der 1910 an die Stelle des ursprünglichen Leuchtfeuers trat, welches 1917 nach einem Unwetter endgültig aufgegeben wurde. Der Turm steht auf einem Sockel aus gemeißelten Steinen. Von dem Gebäude der früheren Feuerstation steht in der Nachbarschaft des Turms noch die Ruine. Die Koordinaten des Leuchtturmes lauten: 66° 16′ 0″ N, 12° 18′ 0″ O. Die Leuchtfeuerstation steht unter Denkmalschutz.